# Charles T. Menoher

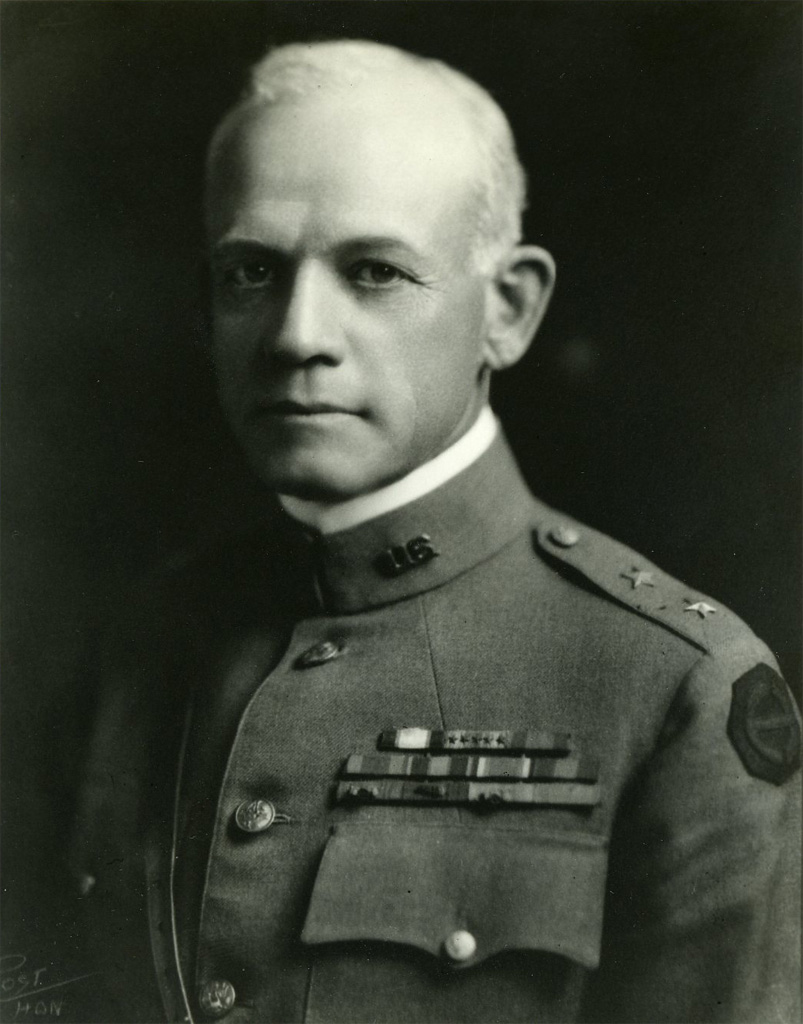
Charles T. Menoher

Charles Thomas Menoher (* 20. März 1862 in Johnstown, Pennsylvania; † 11. August 1930 in Washington, D.C.) war ein US-amerikanischer Offizier der United States Army, zuletzt Major General, der im Ersten Weltkrieg Divisions- und Korpsbefehlshaber der American Expeditionary Forces (AEF) und nach dem Krieg erster Chef des United States Army Air Service war.

## Leben
Menoher wurde als Sohn eines irischstämmigen Teilnehmers des Sezessionskrieges auf Seiten der Nordstaaten geboren. Er graduierte 1886 von der Militärakademie West Point, wo er Klassenkamerad des späteren Oberbefehlshabers der AEF, John J. Pershing, gewesen war. Anschließend kam er zur Artillerie und schloss 1894 den Kurs an der Artillerieschule ab. Während des Spanisch-Amerikanischen Krieges von 1898 diente er als aide-de-camp von Brigadier General Edward B. Williston auf Kuba und absolvierte später drei tours of duty auf den Philippinen, wo er 1901 zum Captain befördert wurde. Er war eines der ersten Mitglieder des 1903 gebildeten Generalstabs der U.S. Army sowie einer der ersten Absolventen des Army War College, wonach er im Januar 1907 zum Major befördert wurde. Es folgte ein weiterer Aufenthalt auf Kuba, wo er als Provost Marshal bei den Besatzungstruppen tätig war. Im Mai 1911 erfolgte die Beförderung zum Lieutenant Colonel.
Von Juni 1916 bis August 1917 befehligte er im Rang eines Colonel das 5. Feldartillerieregiment sowie die Provisional Field Artillery Brigade in El Paso, Texas. Nach dem Kriegseintritt der USA als Mitglied der AEF nach Frankreich verschifft, leitete er dort ab September 1917 die Ausbildungsschule der Feldartillerie der AEF in Saumur und war zeitweise als Kommandeur der 1st Infantry Division im Gespräch. Er wurde im Dezember 1917 zum Kommandeur der 42nd Infantry Division („Rainbow Division“) ernannt, die er bis kurz vor dem Waffenstillstand vom 11. November 1918 führte. Sein Stabschef war der spätere Fünfsternegeneral und Chief of Staff of the Army Douglas MacArthur. Mit der 42. Division war er von Februar bis Juni 1918 in Lothringen eingesetzt, es folgte die Verlegung an die Marnefront nach der deutschen Durchbruchsoffensive an der Aisne. Im Juli 1918 war die Division an der Schlacht an der Marne beteiligt, im September an der Schlacht von St. Mihiel und schließlich an der Maas-Argonnen-Offensive. Am vorletzten Kriegstag, dem 10. November, wurde Menoher der Befehl über das VI Corps übertragen, den er bis Dezember 1918 behielt.
Anschließend wurde er nach Washington versetzt, um den vakanten Posten des Director of Air Service zu übernehmen. Er blieb auf diesem Posten bis Oktober 1921, als ihn eine Machtprobe mit Billy Mitchell, damals Assistant Director of Air Service und Kommandeur der 1st Provisional Air Brigade, die Experimente mit Bombenflugzeugen gegen Seeziele durchführte, zum Rücktritt veranlasste. Von November 1921 bis Januar 1922 war er Kommandeur der 1. Infanterie-Division. Im Februar 1922 übernahm er stattdessen den Befehl über die auf Hawaii stationierte Hawaiian Division. Im August 1924 beförderte man ihn zum Befehlshaber des Hawaiian Department, was er bis Februar 1925 blieb. Menoher wurde anschließend Befehlshaber des IX Corps Area mit Sitz im Presidio von San Francisco. Im März 1926 ging er in den gesetzlich vorgeschriebenen Ruhestand. Menoher starb 1930 im Alter von 68 Jahren und wurde auf dem Nationalfriedhof Arlington bestattet.
Zu seinen Auszeichnungen für den Dienst im Ersten Weltkrieg zählen die Army Distinguished Service Medal, die World War I Victory Medal mit fünf Spangen sowie mehrere Auszeichnungen verbündeter Staaten.